# Салдус
Салдус (латис. Saldus) — місто в Латвії.

## Назва
- Салдус (латис. Saldus;  вимова)
- Фрауенбург (нім. Frauenburg)

## Історія
Перший раз в історичних джерелах назва Салдене від слова Салдус згадується в 1253 році у так називаному «Договорі Куршів», по якому Салденський край — «земля між Скрундою і Земгале» («terra inter Scrunden un Zemgale») віддається в розпорядження Лівонського ордена.
Приблизно в 1341 році біля Куршського городища Лівонський орден вибудував кам'яну міцність і назву Салдене перемінили на німецьку назву Frauenburg (Жіночий палац). Згодом навколо замку виросло невелике містечко, про існування якого свідчить християнський цвинтар, виявлений недалеко від замку. В 1625 році в замку оселився герцог Фрідріх, але свій розквіт Frauenburg пережив у часи правління герцога Якоба (в 1664—1682 р.). У роки Північної війни, в 1701 році, замок на час став резиденцією Шведського короля Карла XII. Будова потерпіла від нападу шведів уже в 1659 році, а в битвах Північної війни він був повністю зруйнований. У результаті воєн і чуми вимерли всі жителі містечка. Більше 100 років проіснував Салдуський прихід і Салдуський маєток.
Відновлення міста почалося в 1856 році, коли на лівому узбережжі Цецерської ріки відміряли перші 42 ділянки для забудови міста. Це можна вважати народженням нинішнього м. Салдуса. Уже в 1870 році до нього були приєднані ще 114 десятин землі.
Право називатися містом Салдус одержує тільки в 1917 році, а з 1950 року є районним центром.

## Міста побратими
- Німеччина Лідербах
- Польща Старгард-Щецінський, Польща
- Швеція Лідінгеландет, Швеція
- Австрія Санкт Андре, Австрія
- Естонія Пайде, Естонія
- Литва Мажейкяй, Литва
- Росія Сергіїв-Посад, Росія
- Франція Вілебон сюр Ів, Франція